# 方增先
方增先（1931年7月—2019年12月3日），浙江兰溪人，中国画家、美术教育家，上海美术馆馆长，“新浙派人物画”艺术奠基人。

## 生平
1931年生于浙江省兰溪市横溪镇西塘下。曾在私塾读书。1949年7月考入浙江杭州国立艺术专科学校。1953年毕业于绘画系。留校深造，转入研究生班，师从油画家黎冰鸿。1954年毕业后分配入新设的中国画系，随同中央美术学院、浙江美术学院敦煌考察队赴千佛洞参观研究壁画，并在草原藏区写生。1955年开始在浙江美术学院中国画系任教。1978年当选为第五届全国人大代表，浙江省美术家协会副主席。1984年至1991年任上海中国画院副院长。1985年始任上海美术馆馆长。1998年受聘为中国美术学院荣誉教授。1999年当选上海市文联副主席和上海市美术家协会主席。
2004年获文化部颁发的造型艺术成就奖。2013年获中国美术奖·终身成就奖。2014年获第六届上海文学艺术奖终身成就奖。
2019年12月3日19时36分在上海病逝，享年88岁。

## 家庭
父亲方自成，小学教师。母亲周云鹊，为家庭妇女。妻子卢琪辉也是美术家。

## 作品
代表画作有《粒粒皆辛苦》、《说红书》、《艳阳天》、《鲁迅先生像》、《帐棚里的笑声》、《母亲》、《家乡的板凳龙》、《魂牵梦绕西塘下》等。专著有《怎样画水墨人物画》、《人物画的造型问题》、《结构素描》、《人物水墨写生教学笔记》等。

## 纪念
2017年11月，“方增先艺术馆”在浙江兰溪青湖公园落成开馆。

## 延伸阅读
- 方增先. . 上海书画出版社. 2007年6月. ISBN 9787807253891.